# کریسمس مبارک (آلبوم ماریا کری)
کریسمس مبارک (انگلیسی: Merry Christmas) نخستین آلبوم کریسمسی و چهارمین آلبوم استودیویی خواننده و ترانه‌سرای آمریکایی ماریا کری است. این آلبوم در ۲۸ اکتبر ۱۹۹۴ توسط کلمبیا رکوردز در اوج آغز فعالیت حرفه‌ای کری، بین جعبه موسیقی (۱۹۹۳) و خیال‌بافی (۱۹۹۵) منتشر شد. این آلبوم شامل نسخه‌هایی از قطعه‌های معروف کریسمس و قطعه‌هایی اصلی از کری است. کری در تهیه این آلبوم با والتر آفاناسیف کار کرد و بسیاری از قطعه‌ها را خودش تهیه کرد. سه تک‌آهنگ از آلبوم منتشر شد که «تمام چیزی که برای کریسمس می‌خواهم تو هستی» به یک اثر همیشگی و یکی از پرفروش‌ترین تک آهنگ‌های تمام دوران و همچنین پرفروش‌ترین ترانه زنگ تعطیلات در ایالات متحده تبدیل شد.
پذیرش انتقادی به موضوع تعطیلات معاصر در آلبوم متفاوت بود. برخی از منتقدان موسیقی از آوازهای «انجیل و نفس کشیده» تعریف و تمجید کردند و حتی آن را «بهترین ضبط کری» تا به امروز خواندند. از زمان آغاز به کار خود، آلبوم بارها و در قالب‌های مختلف منتشر شد و از دسامبر سال ۲۰۱۹ در ایالات متحده ۵٫۷ میلیون نسخه فروخته‌است و توسط انجمن صنعت ضبط موسیقی ایالات متحده آمریکا (RIAA) هشت بار گواهی‌نامه پلاتین گرفته‌است.